# 中国医学科学院2019冠状病毒病疫苗
中国医学科学院2019冠状病毒病疫苗，商品名称“科维福” (Covidful) ，是中国医学科学院医学生物学研究所（简称：医科院生物所）研制的2019冠状病毒病疫苗 。

## 临床试验
2020年5月，科维福在中国开始了I/II期临床试验，共有942名参与者。 
2021年1月，科维福启动了在巴西和马来西亚的34,020例III期临床试验。 

## 授权
2021年6月9日，科维福疫苗已获得中国国家药品监督管理局批准。